# Ingelin Angerborn
Gunvor Ingelin Angerborn, tidigare Aspviken och Jönsson, född 19 november 1966 i Lundby församling i Göteborg, är en svensk författare. Hon är sedan 1998 gift med teatermannen Niclas Angerborn med vilken hon har två barn.

## Biografi
Ingelin Angerborns mor var en bibliotekarie.  Hon flyttade som nioåring med familjen från Göteborg till Tranås. Efter att ha gått teaterlinjen på Ingesunds folkhögskola 1985 och studerat ett flertal ämnen avlade hon examen som folkhögskolelärare. Hon provade olika slags arbeten innan hon i samband med en tredjeplatsplacering i en novelltävling 1998 bestämde hon sig för att satsa på författarskapet. Sedan debuten i sagoantologin Jag mötte en gång en ängel... (2000) har det resulterat i ett stort antal barn- och ungdomsböcker och även delaktighet i dramatiskt författande som Ellen Key och Ljuset på Strand om Ellen Key (2014). Hon har skrivit sex humoristiska barnböcker i "Katastrof-serien" om Klant och kompani 2009–2012 och på senare år också en serie böcker om övernaturliga ting och mysterier.
Våren 2016 sände Sveriges Radio hennes följetong De svarta skorna inom Novellklubben. I februari 2017 hade den svenska långfilmen Rum 213 biografpremiär. Filmen är baserad på Angerborns bok med samma titel i regi av Emelie Lindblom.

## Priser och utmärkelser
- 2002 – Tidens förlags barnbokspris för Om jag bara inte råkat byta ut tant Doris hund [5]
- 2003 – Östergötlands landstings kulturstipendium[6]
- 2004 – Linköpings kommuns kulturstipendium[7]
- 2010 – Vinnare i Bokjuryn: Sorgfjäril [8]
- 2011 – Vinnare i Bokjuryn: Rum 213 [9]
- 2013 – Vinnare i Bokjuryn: Tredje tecknet [10]
- 2014 – Löfska stiftelsens kulturpris, delat med Niclas Angerborn [11]